# Ui-dong
Ui-dong là một dong, phường của Gangbuk-gu ở Seoul, Hàn Quốc. Từ ngày 30 tháng 6 năm 2008, Suyu-4 dong trước đây được đổi thành dong hành chính. Do đó có thể gọi Ui-dong là dong hợp pháp hoặc dong hành chính.

## Liên kết
- Trang chính thức Gangbuk-gu
- Bản đồ Gangbuk-gu tại trang chính thức Gangbuk-gu
- (tiếng Hàn)